# Elizaveta Fedorovna Litvinova
Elizaveta Fedorovna Litvinova (1845, Tula (Rusia) - 1919) fue una matemática y pedagoga rusa que ideó métodos novedosos para clarificar la compresión de problemas matemáticos y estimular el pensamiento lógico. Escribió más de 70 artículos sobre pedagogía, siendo muy reconocida en este campo. El régimen zarista no le permitió acceder a la Universidad, por lo que se vio obligada a estudiar Matemáticas en el extranjero. Su desobediencia le impidió dar clases en las universidades rusas, pero ayudó a numerosas alumnas a acceder a los estudios de ciencias.     

## Biografía
Elizaveta Fedorovna Litvinova, cuyo nombre original era Elizaveta Fedorovna Ivashkina, nació en 1845 en la Rusia zarista. Sus padres eran terratenientes, lo que le permitió recibir educación en la escuela secundaria para mujeres Marinskaia de San Petersburgo. La calidad de los estudios que recibían las mujeres en estas escuelas era inferior a la de los hombres, lo que complicaba superar la prueba de acceso a la Universidad. Esto la llevó a estudiar por su cuenta con el matemático Alexandre Nikoláyevitch Strannoliubskii, partidario de que las mujeres pudiesen acceder a estudios superiores.
En San Peterburgo, Litvinova tomó contacto con el nihilismo, movimiento sociopolítico que defendía que las ciencias naturales impulsaban el desarrollo de la sociedad, lo que se traducía en mejoras sociales que ayudaban a eliminar la pobreza y la superstición. Además, los nihilistas creían en la igualdad entre hombres y mujeres, a las que animaban y ayudaban a proseguir sus estudios en ciencias y matemáticas, principalmente. En este ambiente, Elizaveta Fedorovna Litvinova se unió a un grupo de mujeres nihilistas que se apoyaban entre sí para avanzar en su educación. 
El régimen zarista no permitía que las mujeres fuesen a la Universidad, así que para completar sus estudios no tenían más remedio que hacerlo en universidades europeas, donde sí eran admitidas. Zúrich, ciudad en la que se reunió un numeroso grupo de estudiantes rusas, fue la escogida por Elizaveta Litvinova para ampliar sus estudios, aunque esto no fue posible en un primer momento porque su marido, Viktor Litvinov, con el que se había casado en 1866, no le concedió el permiso para viajar, lo que era imprescindible para que pudiera obtener el pasaporte. 

### Estudios en el extranjero
En 1872, tras la muerte de su marido, Litvinova fue a Zúrich y se matriculó en la Escuela Politécnica, siendo la primera mujer que lo hacía. Allí estudió, entre otros, con el conocido matemático especialista en Análisis matemático Hermann Schwarz. En esa ciudad conoció a otra importante matemática de la época, Sofía Kovalevskaya, que también había estudiado con Alexandre Nikoláyevitch Strannoliubskii.    
En 1873, el zar ruso Alejandro II decretó que todas las mujeres rusas que estudiaban en Zúrich debían regresar a Rusia o enfrentarse a las consecuencias. Litvinova fue una de las pocas en ignorar el decreto y se quedó para continuar sus estudios, obteniendo en 1876 el bachillerato en Zürich y en 1879 el doctorado con honores en Matemáticas por la Universidad de Berna, siendo la primera mujer en conseguirlo en un sistema regular de estudios. Allí tuvo de tutor al analista suizo Ludwig Schläfli, con el que estudió las funciones.   

### Vuelta a Rusia
Tras terminar sus estudios, regresó a Rusia y descubrió que las amenazas del zar que ella había minimizado eran reales y suponían la exclusión de las mujeres de las instituciones de educación superior, de todos los puestos de la Administración pública y de la enseñanza oficial. Así pues, sin posibilidad de dar clases en la Universidad, impartió durante 35 años sus conocimientos en una escuela secundaria para mujeres, completando sus discretos ingresos por horas de trabajo mediante la escritura de biografías de personas destacadas en el ámbito matemático, como Kovalevskaya y Nikolái Lobachevski. 
A su carrera como docente contribuyó con más de 70 artículos sobre la enseñanza de ciencias naturales y matemáticas, sorprendiendo por sus novedosos métodos de aprendizaje basados en la claridad expositiva y el desarrollo del pensamiento, por lo que fue muy considerada en su época. 
Entre sus alumnas y discípulas destacadas se encuentran Varvara Tarnovskaia, matemática aplicada y cristalógrafa, y Nadezhda Krupskaia, una de las principales responsables de la creación del sistema educativo soviético, quien en sus propios escritos pedagógicos citaba a Litvinova con respeto. 
Litvinova fue muy consciente de la desigualdad entre hombres y mujeres en la sociedad rusa. Sus ideas nihilistas la llevaron a participar activamente en el movimiento de mujeres europeas, formando parte de la delegación rusa en el Congreso Internacional de Mujeres, celebrado en Bruselas en 1897. También escribió artículos entre 1980 y 1900 en el boletín feminista Bulletin de l'Union Universelle des Femmes.
Vivió con su hermana en el campo durante la Revolución rusa, falleciendo en 1919.